# Kälkö
Kälkö är en ö i Finland.   Den ligger i kommunen Ingå i den ekonomiska regionen  Raseborg  och landskapet Nyland, i den södra delen av landet, 70 km väster om huvudstaden Helsingfors.

## Historia
På Kälkö byggdes år 1923 finländsk skeppsredaren Lars Krogius sommarvilla ritad av arkitekt Bertel Liljequist.